# Комитет финансов (Российская империя)
Комитет финансов — высшее совещательное учреждение Российской империи.
Был образован 13 (25) октября 1806 года, по докладу министра финансов А. И. Васильева, для рассмотрения важнейших финансовых вопросов, носивших в то время в большинстве секретный характер и обсуждавшихся прежде в Комитете министров. Ни состав, ни компетенция Комитета финансов не были точно определены; он был учреждаем (в 1807 и 1812 гг.) для составления государственной росписи, для изыскания источников на покрытие военных расходов или дефицита и т. п. 
В качестве постоянного учреждения он начал действовать с 1822 года. С 1853 года расходные сметы предварительно рассматривались департаментом государственной экономии Государственного совета в усиленном составе, откуда они поступали в Комитет финансов; затем они вносились на окончательное рассмотрение общего собрания государственного совета. С изданием в 1862 году новых сметных правил и введением опубликования государственной росписи, предварительное рассмотрение финансовых смет было возложено всецело на департамент государственной экономии, однако в тех случаях, когда со сметным делом были связаны вопросы, относящиеся до государственного кредита, департамент работал вместе с Комитетом финансов. С 1863 года деятельность Комитета финансов стала постепенно ограничиваться вопросами денежного обращения и государственного кредита, а после реформы денежного обращения в 1895—1897 гг. — преимущественно вопросами государственного кредита. 
Состав и пределы власти Комитета финансов не были определены законом. Постоянными его членами состояли председатель департамента государственной экономии, министр финансов и государственный контролёр; управляющим делами Комитета был директор особенной канцелярии по кредитной части. 
Председатели Комитета финансов с 1860 года: граф К. В. Нессельроде (1860—1862), Великий князь Константин Николаевич (1862—1881), граф П. А. Валуев (1881), граф Э. Т. Баранов (1882—1885), граф М. Х. Рейтерн (1885—1890), А. А. Абаза (1890—1892), граф Д. М. Сольский (1893—?). 

## Источник
- Комитет финансов // Энциклопедический словарь Брокгауза и Ефрона : в 86 т. (82 т. и 4 доп.). — СПб., 1890—1907.